# Hochhemia

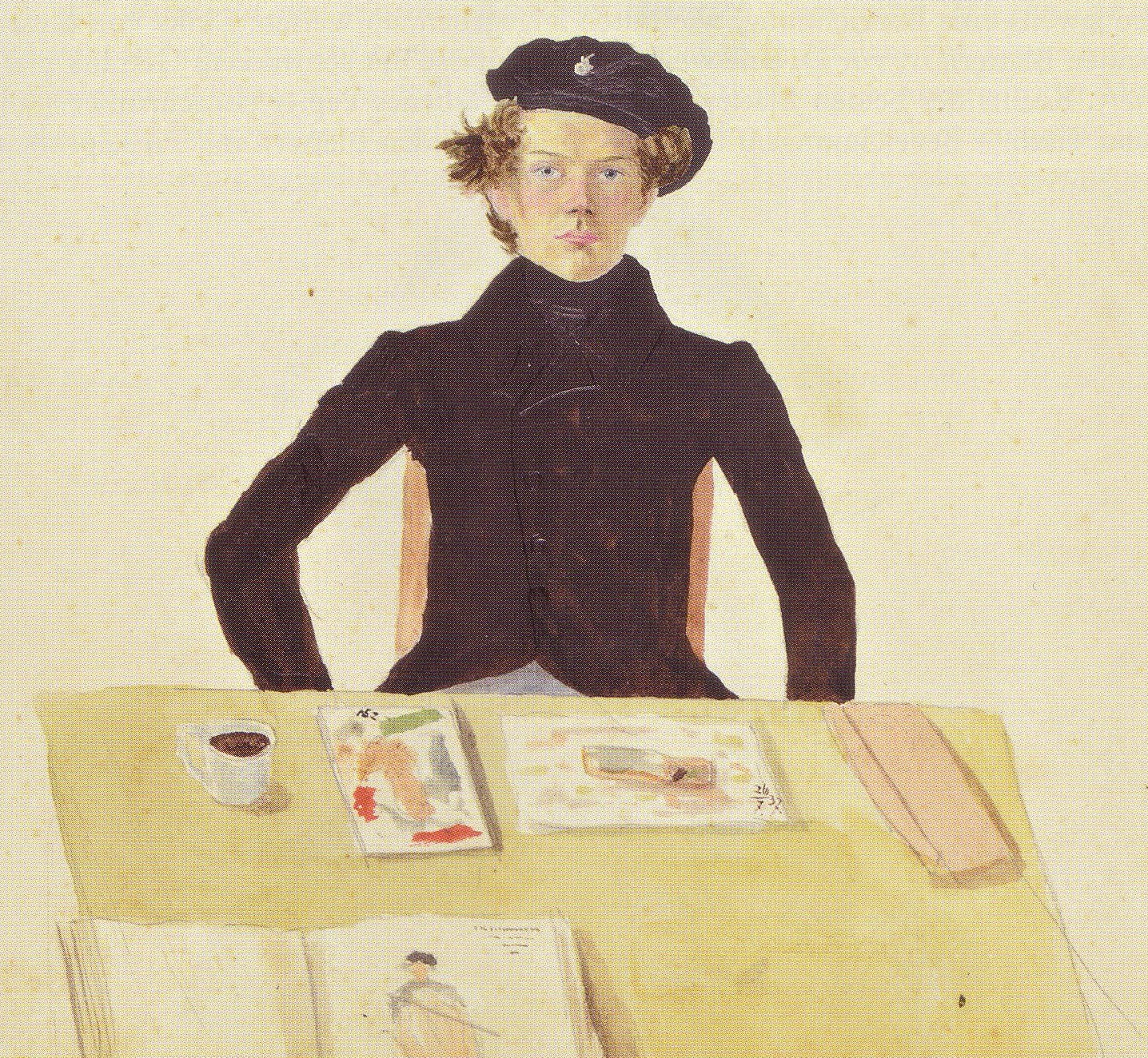
Gustav Dannappel, Gründer der Hochhemia (Wilhelm Schmiedeberg, 1837)

Die Hochhemia war eine Studentenverbindung an der Albertus-Universität Königsberg. Sie existierte nur neun Jahre, hatte aber – wie Pappenhemia – für die Königsberger Studentengeschichte im Vormärz besondere Bedeutung, weil sie das Ende der Allgemeinen Burschenverbindung Albertina besiegelte.

## Geschichte
„Bei einem Fläschchen Hochheimer“ gründeten einige ausgeschiedene Mitglieder der Kneipgesellschaft am 3. Dezember 1838 das Kränzchen Hochhemia. Die Farben waren schwarz–rot. Um 1840 wetteiferten Hochhemia und Pappenhemia um die Führungsrolle in der Allgemeinen Burschenverbindung Albertina.
Radikale Mitglieder der Hochhemia gründeten am 15. Februar 1842 das Kränzchen Borussia (I). Genau drei Jahre später löste sich das Kränzchen Borussia (II) aus der Hochhemia, die sich am nächsten Tag, am 16. Februar 1845, auflöste. Als sie sich drei Wochen später, am 8. März 1845, als selbständige Burschenschaft außerhalb der Albertina rekonstituierte, löste sich die Allgemeine Burschenverbindung Albertina auf. Hochhemia bezeichnete sich in den folgenden Monaten nur noch als Königsberger Burschenschaft, ab dem 3. Dezember 1845 aber wieder als Hochhemia.
Im selben Wintersemester trat die Zieglersche Progressverbindung zum Paukkartell der Burschenschaften Germania und Hochhemia mit den Königsberger Corpslandsmannschaften Littuania, Masovia, Normannia und Scotia. Damit entstand eine neue Allgemeinheit ohne Namen, die ihren Mitgliedern die Satisfaktion freistellte. Aufgrund von Streitigkeiten zwischen Germania und Hochhemia einerseits sowie Masovia und Scotia andererseits löste sich die Allgemeinheit im Februar 1846 wieder auf.
1845 und 1846 führte die Hochhemia mehrere Kontroversen mit west- und süddeutschen Burschenschaften, welche den Königsbergern unterstellt hatten, in deutschen Angelegenheiten nicht mitreden zu können, da sie „halbe Littauer“ wären. Die Hochhemia verwahrte sich dagegen und schrieb, auch Königsberg sei „ein Teil des Vaterlands, wenn auch weit von ihm und seiner Mitte“, und dass sowohl Deutschland als auch die Burschenschaft „ein großes Ganzes sind, wenn auch verschieden in seinen Teilen.“
Am 30. Mai 1846 versammelten sich die Burschenschaften und Progressverbindungen auf dem Kyffhäuser. Die angestrebte Vereinigung misslang. Königsberg war nicht vertreten.
Am 13. März 1847 vertagte sich die Burschenschaft Hochhemia endgültig.

## Mitglieder

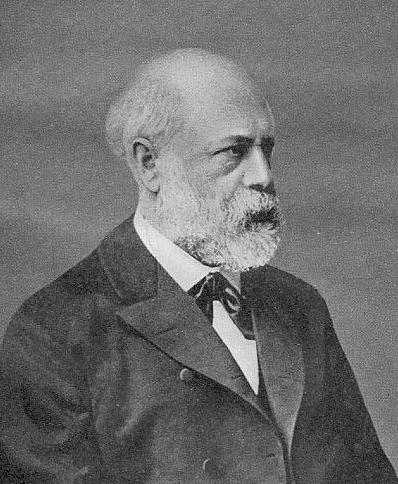
Ludwig Friedländer

- Ludwig Aegidi
- Albert Dulk
- Ferdinand Falkson
- Ludwig Friedländer
- Rudolf Gottschall
- Arthur Hobrecht
- Robert von Keudell[2]
- Friedrich Kreyßig
- Julius von Pastau
- Julian Schmidt
- Bernhard Weiss